# 여은
여은(본명: 정지은, 1990년 1월 25일 ~ )은 대한민국의 가수, 뮤지컬 배우로 걸그룹 멜로디데이의 멤버로 활동했다.

## 학력
- 명지대학교 뮤지컬학과 (학사)

## 음반 활동

### 참여 음반
- 2015년 MBC 《여왕의 꽃》 OST - Love
- 2016년 tvN 《응답하라 1988》 OST - 이젠 잊기로 해요
- 2019년 KBS1 《여름아 부탁해》 OST - 키다리 나무
- 2019년 KBS2 《하나뿐인 내편》 OST - 시간이 지나고 지나면
- 2020년 SBS 《하이에나》 OST - Hyena
- 2020년 KBS1 《기막힌 유산》 OST - 바꿔
- 2020년 KBS2 《오! 삼광빌라!》 OST - city girl
- 2021년 KBS2 빨강구두 OST - One love
- 2022년 KBS1 으라차차 내 인생 OST - Realize
- 2022년 KBS2 현재는 아름다워 OST - 스며드나봐
- 2022년 MBC 마녀의 게임 OST - 매일 너에게 말해도 되겠니?
- 2024년 KBS2 미녀와 순정남 OST - 자꾸만 니가 나타나

### 예능 프로그램
- 《미스터리 음악쇼 복면가왕》(2015년, MBC) - 제9대 복면가왕 매운 맛을 보여주마 고추아가씨
- 《불후의 명곡 전설을 노래하다》(2015년, KBS2)

### 뮤지컬
- 《432mhz》 → 하늘 역
- 《록키 호러 쇼》 → 마젠타 역
- 《그림자를 판 사나이》 → 리나 마이어 역
- 《셜록홈즈 : 사라진 아이들》 → 제인 왓슨 역
- 《미인》 → 병연 역
- 《더데빌》 → 그레첸 역
- 《리지》 → 엠마 보든 역
- 《파가니니》 → 샬롯 드 베르니에 역
- 《드라큘라》 → 로레인 역
- 《파리넬리》 → 안젤로 로씨니 역
- 《더데빌:에덴》 → 에덴 아담스 역